# Trận Bạch Đằng (1288)
Trận Bạch Đằng năm 1288 xảy ra trên sông Bạch Đằng thuộc đất Đại Việt, là một trận đánh quan trọng trong các cuộc kháng chiến chống Nguyên Mông trong lịch sử Việt Nam.
Đây là chiến thắng vẻ vang của quân Đại Việt do Quốc công Tiết chế Trần Hưng Đạo cùng với Thái thượng hoàng Trần Thánh Tông và vua Trần Nhân Tông chỉ huy trước quân xâm lược Nguyên Mông. Quân Nguyên bị thiệt hại vô cùng nặng, khoảng hơn 4 vạn quân sĩ và hàng vạn phu thuyền bị giết hoặc bắt sống), nhiều tướng Nguyên trong đó có cả Ô Mã Nhi, Phạm Nhàn và Phàn Tiếp cũng bị bắt sống và dâng lên Thượng hoàng Thánh Tông. Ngoài ra, có tới 400 chiến thuyền của quân Nguyên rơi vào tay quân Trần. Đại thắng trên sông Bạch Đằng được xem là trận thủy chiến lớn nhất trong lịch sử Việt Nam, và là thắng lợi tiêu biểu nhất của Đại Việt trong ba cuộc kháng chiến chống quân xâm lược Nguyên-Mông.
Đại thắng này là chiến quả của kế cắm cọc trên sông Bạch Đằng của Hưng Đạo Vương, mở đầu với việc quân sĩ của ông lừa được địch vào trận địa cọc khi triều rút. Quân Nguyên vấp phải sự chiến đấu mãnh liệt của quân Thánh Dực dưới quyền Nguyễn Khoái (Bình chương Áo Lỗ Xích của Nguyên Mông bị bắt trong trận này), tiếp theo đó các vua Trần đem binh tới ác chiến với quân Nguyên. Tiếp theo đó, quân Trần mai phục hai bên cũng dũng vũ xông ra, tiếp tục diệt tan quân địch. Khi nước triều rút, quân Nguyên hoàn toàn lâm vào thảm họa. Với sự hoàn tất sứ mệnh phá hủy đoàn binh thuyền của Ô Mã Nhi, toàn thắng này dẫn đến thắng lợi hoàn toàn của Đại Việt trong cuộc Chiến tranh Nguyên Mông–Đại Việt lần 3 và hoàn toàn phá tan âm mưu xâm chiếm Đại Việt của nhà Nguyên. Chiến tích vẻ vang này của Trần Hưng Đạo cùng với hai vị minh quân triều Trần đã lưu danh trong lịch sử Việt Nam, và là đề tài cho nhiều tác phẩm văn học Việt Nam thời Trung đại, dưới ngòi bút của các danh sĩ Trương Hán Siêu, Nguyễn Trãi,...
Trương Hán Siêu đã thuật lại diễn biến cuộc chiến này trong bài Phú sông Bạch Đằng như sau: "Thuyền bè muôn đội, tinh kỳ phấp phới/Hùng hổ sáu quân, giáo gươm sáng chói/[...]/Trận đánh được thua chửa phân/Chiến lũy bắc nam chống đối/[...]/Tất Liệt thế cường, Lưu Cung chước dối/Những tưởng gieo roi một lần/Quét sạch Nam bang bốn cõi/[...]/Trời cũng chiều người/Hung đồ hết lối!"

## Kế hoạch rút quân của quân Nguyên
Vào năm 1287, nhà Nguyên mở đầu cuộc xâm lược Đại Việt lần thứ ba, nhưng chỉ chiếm được kinh thành Thăng Long không một bóng người, và thủy quân Đại Việt do Phó tướng Nhân Huệ Vương Trần Khánh Dư chỉ huy đã đánh tan nát đoàn thuyền lương của Trương Văn Hổ trong trận Vân Đồn. Trước tình hình bất lợi, quân Nguyên định tổ chức rút về Trung Quốc theo nhiều hướng khác nhau. Ngày 3 tháng 3 năm Mậu Tí (1288), Hữu thừa Trình Bằng Phi, Thiên tỉnh Đạt Mộc thống lĩnh kị binh đi đón các cánh quân di chuyển bằng đường thủy (đoàn thuyền của Trương Văn Hổ). Tuy nhiên khi qua chợ Đông-Hồ thì bị dòng sông chắn ngang, phải quay lại, nhưng cầu cống đã bị quân nhà Trần bám theo sau phá hủy. Quân Nguyên rơi vào thế nguy, trước mặt thì bị quân Trần chặn đường, sau lưng là chướng ngại thiên nhiên. Tuy nhiên quân Nguyên do tra hỏi những tù binh nên đã tìm được đường thoát, nửa đêm hôm đó cánh quân này đột phá vòng vây chạy trốn theo con đường khác, phối hợp với một cánh quân Nguyên đang rút lui để cùng nhau ra khỏi ải Nội Bàng. Tuy bị bất ngờ bởi sự thay đổi lộ trình của quân Nguyên, quân đội nhà Trần đuổi theo đánh rất sát vào cánh quân đoạn hậu. Tướng Nguyên là Vạn hộ Đáp Thứ Xích và Lưu Thế Anh phải dẫn quân quay trở lại phía sau đối phó với quân Trần, sau một trận giao chiến bắt được và giết các tướng Trần chỉ huy toán quân tập kích là các tướng Phạm Trù và Nguyễn Kị.
Ngày 7 tháng 3 năm Mậu Tý (8 tháng 4 năm 1288), cánh quân Mông Cổ rút bằng đường thủy đi tới động Trúc (nay thuộc Thủy Nguyên), tại đây họ bị quân nhà Trần chặn đánh, nhưng tướng Nguyên là Lư Khuê chỉ huy quân này đánh lui quân nhà Trần và chiếm được 20 thuyền chiến.
Ngày 8 tháng 3 (9 tháng 4 năm 1288), Ô Mã Nhi không cho quân rút về bằng đường biển mà đi theo sông Bạch Đằng, vì tính rằng đường biển đã bị thủy quân nhà Trần vây chặt thì phòng bị đường sông có thể sơ hở, hơn nữa sông Bạch Đằng nối liền với nội địa Trung Quốc bằng thủy lộ, thuận lợi cho việc rút lui.
Năm 1288, sau khi rút lui khỏi kinh đô Thăng Long, Trần Hưng Đạo đã quyết định đánh một trận lớn chống quân Mông Cổ xâm lược đi vào Đại Việt thông qua sông Bạch Đằng. Sông Bạch Đằng trước đó cũng là một địa danh lịch sử khi Ngô Quyền đã từng đánh thắng quân Nam Hán trong năm 938, kết thúc gần 1000 năm Bắc thuộc. Trần Hưng Đạo đã nghiên cứu kỹ lưỡng quy luật thủy triều của con sông này để vạch ra thế trận cọc để mai phục quân Mông Nguyên
Trần Hưng Đạo chỉ huy quân dân Đại Việt chuẩn bị một trận địa mai phục lớn trên sông Bạch Đằng, là nơi đoàn thuyền của quân Nguyên sẽ phải đi qua trên đường rút chạy. Các loại gỗ lim, gỗ táu đã được đốn ngã trên rừng kéo về bờ sông và được đẽo nhọn cắm xuống lòng sông ở các cửa dẫn ra biển làm thành những bãi chông ngầm lớn, kín đáo dưới mặt nước. Ở hai bên sông có thể sử dụng làm nơi mai phục quân lính phối hợp với bãi chông ngầm nhằm ngăn chận thuyền địch khi nước rút xuống thấp. Thủy quân Đại Việt bí mật mai phục phía dọc theo bờ bên trái sông Bạch Đằng, Tràng Kênh ở bờ bên phải sông Bạch Đằng, núi Đá Vôi..., ngoại trừ thượng lưu sông là để trống cho quân Nguyên kéo vào. Đại quân của hai vua đóng quân ở Hiệp Môn (Kinh Môn, Hải Dương) trong tư thế sẵn sàng lâm trận cho chiến trường quyết liệt sắp xảy ra.

## Diễn biến trận đánh

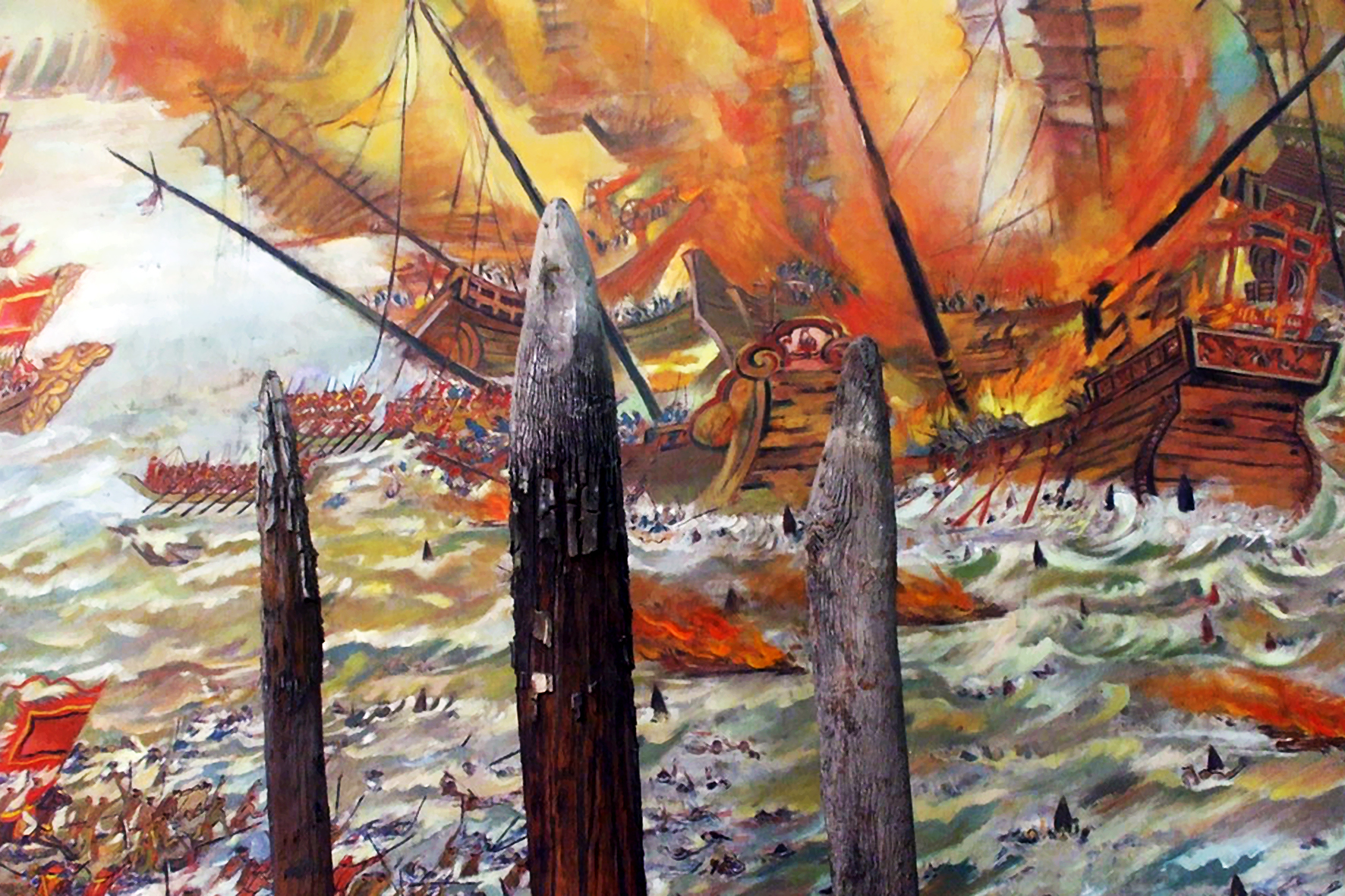
Cọc gỗ trên sông trong trận Bạch Đằng.

Khi Ô Mã Nhi dẫn đoàn thuyền tiến vào sông Bạch Đằng nhân lúc nước lớn, thủy quân nhà Trần tràn ra giao chiến, rồi giả thua chạy vào sâu bên trong. Ô Mã Nhi trúng kế khích tướng nên thúc quân ra nghênh chiến, các tướng Phàn Tham Chính, Hoạch Phong cũng ra tiếp ứng. Khi thuyền quân Nguyên đã vào sâu bên trong sông Bạch Đằng, tướng Nguyễn Khoái dẫn các quân Thánh Dực ra khiêu chiến và nhử quân Nguyên tiến sâu vào khúc sông đã đóng cọc, trong khi quân Trần đợi cho thủy triều xuống mới quay thuyền lại và đánh thẳng vào đội hình địch. Bình chương Áo Lỗ Xích của Nguyên Mông đã bị bắt sống trong cuộc chiến đấu quyết liệt của quân Thánh Dực.
Thủy quân Đại Việt từ Hải Đông - Vân Trà từ các phía Điền Công, Gia Đước, sông Thái, sông Giá nhanh chóng tiến ra sông Bạch Đằng, với hàng trăm chiến thuyền cùng quân lính các lộ dàn ra trên sông và dựa vào Ghềnh Cốc thành một dải thuyền chặn đầu thuyền địch ngang trên sông. Trong lúc thủy chiến đang diễn ra dữ dội thì đoàn chiến thuyền của hai vua Trần đóng ở vùng Hiệp Sơn (Kinh Môn, Hải Dương) bên bờ sông Giáp (sông Kinh Thầy, vùng Kinh Môn, Hải Dương) làm nhiệm vụ đánh cầm chừng và cản bước tiến của địch, cũng tấn công từ phía sau khiến quân Nguyên càng lúng túng và tổn thất rất nặng. Theo Đại Việt Sử ký Toàn thư, "nước sông do vậy đỏ ngầu cả". Bị bất lợi hoàn toàn, rất nhiều thuyền chiến của quân Nguyên bị cháy rụi. Bị tấn công tới tấp trên sông, một số cánh quân Nguyên bỏ thuyền chạy lên bờ sông bên trái của Yên Hưng để tìm đường trốn thoát, nhưng vừa lên tới bờ họ lại rơi vào ổ phục kích của quân Trần, bị chặn đánh kịch liệt. Trời về chiều khi giao tranh sắp kết thúc, Ô Mã Nhi cùng với binh lính dưới quyền chống cự tuyệt vọng trước sự tấn công của quân Trần, vì quân Nguyên của Thoát Hoan không tới cứu viện, nên đạo quân này hoàn toàn bị quân Trần tiêu diệt. Theo Nguyên sử, truyện của Phàn Tiếp chép rằng kịch chiến xảy ra từ giờ mão đến giờ dậu, tức là từ sáng kéo dài đến chiều tối mới kết thúc.
Nguyên Sử có chép về tướng Nguyên Phàn Tiếp: "Tiếp cùng Ô Mã Nhi đem quân thủy trở về, bị giặc đón chặn. Triều sông Bạch Đằng xuống, thuyền Tiếp mắc cạn. Thuyền giặc dồn về nhiều, tên bắn như mưa. Tiếp hết sức đánh từ giờ mão đến giờ dậu. Tiếp bị thương, rớt xuống nước. Giặc móc lên bắt, dùng thuốc độc giết".
Bia Lý Thiên Hựu cũng chép: "Tháng ba, đến cảng Bạch Đằng, người Giao chắn chiến hạm ngang sông để chống cự quân ta, đến lúc nước triều rút, thuyền không tiến được, quân tan vỡ…". Lý Thiên Hựu là 1 viên tướng Nguyên cũng tham gia trận Bạch Đằng.

## Kết cục
Quân nhà Trần đại thắng, bắt được hơn 400 chiến thuyền, tướng Đỗ Hành bắt được tướng Nguyên là Tích Lệ Cơ và Ô Mã Nhi dâng lên Thượng hoàng Trần Thánh Tông. Thượng hoàng đã vui vẻ "hậu đãi" những viên bại tướng này. Khoảng hơn 4 vạn tướng sĩ Nguyên Mông đã bị loại ra khỏi vòng chiến. Tướng Nguyên là Phàn Tiếp bị bắt sống, rồi bị bệnh chết, trong khi một bại tướng khác là Phạm Nhan thì đã bị Trần Quốc Tuấn cho trảm quyết. Cánh thủy quân của quân Nguyên hoàn toàn bị tiêu diệt. Chiến thắng vinh quang của quân Đại Việt trong trận sông Bạch Đằng năm 1288 được xem là một trận đánh hủy diệt và thủy chiến lớn nhất trong lịch sử kháng chiến của dân tộc Việt Nam, và cũng được xem là thắng lợi tiêu biểu nhất của quân Đại Việt trong ba cuộc kháng chiến chống quân xâm lược Nguyên-Mông, dẫn đến chấm dứt thắng lợi cho Đại Việt trong cuộc Chiến tranh Nguyên Mông-Đại Việt lần thứ ba.
Mặc dầu về sau này, "Giao Chỉ" hãy còn "ngứa ngáy trong tim Hốt Tất Liệt", đại thắng của Quân đội Đại Việt trong trận sông Bạch Đằng không chỉ hoàn tất mục đích đập vỡ đoàn binh thuyền của Ô Mã Nhi, mà còn hoàn toàn phá vỡ âm mưu xâm lược Đại Việt, và qua đó Đế quốc Mông Cổ không thể nào làm chủ cả Đông Nam Á.

## Ý kiến khác về Ghềnh Cốc
Hiện nay, nhiều ý kiến nhấn mạnh đến vai trò của Ghềnh Cốc trong chiến thắng Bạch Đằng, cho rằng ghềnh này đã được tận dụng như là một chiến lũy tự nhiên tuyệt vời để góp phần quan trọng cho trận thắng.
Tuy nhiên, tất cả các tài liệu sử Nguyên, sử Việt được biết đều chẳng nhắc gì đến Ghềnh Cốc. Trong khi đó, Đại Việt Sử ký Toàn thư chép rõ ràng về gò Mã Yên, nơi Liễu Thăng tử trận ở ải Chi Lăng. Chỉ vào nửa sau Thế kỷ XX, Ghềnh Cốc mới được nói đến và được đánh giá với vai trò quan trọng như vậy. Điều này có thể đúng, nếu hơn 7 thế kỷ qua, dòng sông Bạch Đằng bất biến về vị trí, hình thái và kích thước. Nhưng trong tự nhiên, sự bất biến như vậy gần như không có trên thực tế.
Phân tích tài liệu hình thái, có thể thấy sông Bạch Đằng đã và đang có xu thế dịch trục lòng lại  về phía bờ đông, tương ứng với xói lở bờ phía Hà Nam và bồi tụ phía Thủy Nguyên.
Trục lòng sông Bạch Đằng vào khoảng năm 1288 có thể nằm lệch về phía tây một vài trăm mét hoặc nhiều hơn nữa so với bây giờ, Ghềnh Cốc khi ấy có thể còn nằm chìm dưới bề mặt vùng bãi triều phía tả ngạn dòng sông và mới lộ ra ở đáy sông sau này, khi lòng sông Bạch Đằng dịch chuyển về phía đông.
Vậy, nếu không có Ghềnh Cốc, quân Đại Việt dựa vào đâu để cản được chiến thuyền Nguyên Mông rút chạy ra biển theo dòng chính Bạch Đằng? Chính là trận địa cọc trên dòng chủ lưu Bạch Đằng đã cản đường rút quân ra biển của chiến thuyền Nguyên Mông .

## Đâu là bãi cọc chính của trận Bạch Đằng 1288?
Sông Bạch Đằng bây giờ sâu và rất rộng, nên khó nghĩ rằng trận địa cọc chính lại có thể cắm ngang dòng chủ lưu. Nhưng khoảng 5 - 7 trăm năm trước, đây là một bộ phận của châu thổ sông Hồng. Vì thế, lòng chính sông Bạch Đằng khi ấy có thể nông hơn và hẹp hơn ngày nay. Mô tả của Nguyễn Trãi trong Dư địa chí phù hợp với nhận định này: “Sông Vân Cừ rộng 2 dặm linh 69 trượng, sâu 5 thước”. Chỉ mới khoảng 5-7 trăm năm qua, vùng cửa sông Bạch Đằng mới chuyển hóa thành cấu trúc vùng cửa sông hình phễu với các lòng lạch bị xâm thực sâu và rộng.
Vì vậy, việc tồn tại một trận địa cọc chính cắm ngang qua dòng chủ lưu sông Bạch Đằng là hoàn toàn có thể. Những chỗ quá sâu có thể giăng xích sắt như đã nêu trong Binh thư Yếu lược và cũng là cách nhà Hồ thực hiện sau này. Có điều, bãi cọc chính ấy, sau chiến tranh người ta buộc phải thu dọn, nhổ đi để cho thuyền bè buôn bán, vận tải và đánh cá xuôi ngược. Những bãi cọc tìm thấy hiện nay ở sông Chanh, Vạn Muối, sông Rút chỉ là các bãi phụ trợ, nhằm chặn đường rút của chiến thuyền Nguyên Mông sang Vịnh Hạ Long. Phân tích kỹ chiều dài thân cọc, đoạn chặt vát, vị trí cọc nguyên vị trong bãi bồi sông Chanh và dao động thủy triều khu vực, chẳng khó khăn để nhận thấy các bãi cọc tìm thấy chỉ là phần cắm trên bãi triều thấp ven lòng, chưa phải phần chính của bãi cọc ngang qua sông Chanh (chắc cũng phải nhổ đi sau chiến tranh cho thuyền bè qua lại).
Một nhận định nữa về sự tồn tại của trận địa cọc chính trên dòng chủ lưu sông Bạch Đằng: Vào thời gian trong năm xảy ra trận đánh, ở vùng này gần như hoàn toàn không có gió hướng tây . Vì vậy, khi dòng chảy triều xuống, các bè lửa thả từ phía thượng nguồn không thể dạt về cửa nhánh sông Chanh, hay Vạn Muối để thiêu đốt thuyền Nguyên Mông tụ lại ở đấy. Các bè lửa sẽ theo dòng chảy trôi về phía cửa biển Nam Triệu, khi ấy, nếu áp sát vào Ghềnh Cốc để cản thuyền Nguyên Mông, thì thuyền Đại Việt cũng bị bè lửa thiêu. Vậy, chính trận địa cọc dày đặc ngang sông, chứ không phải ghềnh đá, đã cản thuyền quân Nguyên Mông ra cửa biển Nam Triệu.
Chiến trận Bạch Đằng thực chất là một chiến dịch diễn trên một vùng chiến trường rộng lớn. Các bãi cọc Cao Quỳ và Đầm THượng mới phát hiện ở Thủy Nguyên (Hải Phòng) vào cuối năm 2019 được cho là có liên quan đến trận Bạch Đằng 1288. Tài liệu hiện có chưa đủ  và cần phải có thêm những khảo sát, nghiên cứu chi tiết và mở rộng hơn để khảng định điều này.   Tuy nhiên, nếu đây là một bãi cọc liên quan đến  chiến trường Bạch Đằng 1288, thì cũng chỉ là một trong  hệ thống liên hoàn các bãi cọc phụ, góp phần dồn chiến thuyền quân Nguyên trên đường rút chạy vào bãi cọc chính nằm ở phần dưới sông Bạch Đằng.
Một số tư liệu chưa công bố chính thức của Trường Đại học Khoa học Tự nhiên, Đại học quốc gia Hà Nội cho biết các tuổi phân tích C14 của các cọc này tập trung vào khoảng 2100 - 2400 năm  trước, tức là thời văn hóa Đông Sơn.

## Giả thuyết khác về bãi cọc
Có ý kiến cho rằng, ngay từ khi nhận chức Tiết chế ở Bình Than, Trần Quốc Tuấn đã theo kế của Ngô Quyền, muốn ngăn quân địch tiến vào bằng cọc nhọn ở Bạch Đằng. Số cọc nhọn làm năm 1288 chỉ là số bổ sung thêm.
Ngay từ năm 1284, Trần Quốc Tuấn đã giăng bẫy ở đây và có ý định sẽ dồn địch vào trận địa cọc, nhưng quân Trần yếu thế không thực hiện được ý định. Kết quả quân Nguyên vượt qua an toàn.
Năm 1287, khi Ô Mã Nhi tiến vào cũng mang quân đông và mạnh khiến quân Trần không thể dồn quân Nguyên tới bãi cọc vào thời điểm triều rút, do đó việc bố trí cọc cũng vô hiệu.
Theo ý kiến của Trần Xuân Sinh, các tướng Nguyên không thể không biết về bài học trận Bạch Đằng, 938 của Nam Hán; nhưng do hai lần đã đi qua dễ dàng, quân Nguyên chủ quan không đề phòng cạm bẫy ở sông Bạch Đằng năm 1288. Chính vì vậy khi rút lui đã bị sa vào trận địa và bị diệt hoàn toàn.
Còn những ý kiến khác cho rằng khi thắng trận thì quân dân ta phải nhổ hết cọc đi để tàu bè đi lại, cũng như mới vài chục năm thôi thời chống Pháp trên địa bàn Hải Phòng, Quảng Ninh có hàng vạn bãi chông, nhưng nay không còn một bãi chông nào. Những bãi cọc mới tìm được dưới mỗi cọc có tảng đá và cọc đều có đầu bằng, đây có thể là các công trình dân sự từ thời văn hóa Đông Sơn?

## Trong thi ca
Chiến công trên sông Bạch Đằng vào năm 1288 của các vua Trần và Trần Quốc Tuấn, cùng với đại thắng của Ngô Quyền trong trận đánh tại đây thuở xưa, đã khiến cho dòng sông này trở nên gắn bó sâu sắc với lịch sử dân tộc Việt Nam và chứng tỏ lịch sử đánh giặc hào hùng của ông cha ta. Có thể kể đến bài Phú sông Bạch Đằng của một môn khách của Hưng Đạo Đại Vương là Trương Hán Siêu được coi là một bản hùng văn trong lịch sử văn học Việt Nam. Qua tác phẩm này, Trương Hán Siêu đã ca ngợi công đức của hai vị minh quân Trần Thánh Tông cùng với Trần Nhân Tông ("Nhị Thánh hề tịnh minh, tựu thử giang hề tẩy giáp binh" - dịch là: "Hai vua thật anh minh, đến sông này dẹp đạo binh".), và đề cao Hưng Đạo Đại Vương ("Duy thử giang nhi đại tiệp, do Đại Vương chi tặc nhàn", dịch nghĩa: "Nghĩ có đại thắng trên sông này, do bởi Đại Vương [biết thế] giặc nhàn"). Tác giả cũng nêu cao khí phách của Vương triều nhà Trần - "hào khí Đông A" - đại thắng hiển hách trong trận Bạch Đằng.
Vua Trần Minh Tông về sau cũng viết bài thơ "Bạch Đằng Giang", trong đó có đoạn:
"Non sông này xưa nay đã hai lần mở mắt,"
"Cuộc hơn thua giữa Hồ và Việt thoáng qua như một lúc dựa vào lan can."
"Nước sông chan chứa rọi bóng mặt trời cuối ngày đỏ ối,"
"Còn ngỡ là máu chiến trường thuở trước chưa từng khô."
Nguyễn Trãi - vị anh hùng dân tộc của Đại Việt dưới triều Hậu Lê, cũng có bài thơ "Bạch Đằng Hải Khẩu", trong đó có đoạn:
"Ngạc đoạn kình khoa sơn khúc khúc;"
"Qua trầm kích chiết ngạn tằng tằng."
"Quan hà bách nhị do thiên thiết;"
"Hào kiệt công danh thử địa tằn"
Dịch nghĩa:
"Như cá sấu bị chặt, cá kình bị mổ, núi chia từng khúc một;"
"Như mũi qua chìm, cây xích gãy, bên bờ lớp lớp chồng".
"Quan hà hiểm hai người chống trăm người do trời xếp đặt;"
"Hào kiệt lập công danh đất ấy từng là nơi."